# (434709) 2006 CJ69
(434709) 2006 CJ69, também escrito como (434709) 2006 CJ69, é um objeto transnetuniano que está localizado no Cinturão de Kuiper, uma região do Sistema Solar. Este corpo celeste está em uma ressonância orbital de 3:5 com o planeta Netuno. Ele possui uma magnitude absoluta de 7,6 e tem um diâmetro estimado com 133 km.

## Descoberta
(434709) 2006 CJ69 foi descoberto no dia 3 de fevereiro de 2006 pelos astrônomos P. A. Wiegert e A. Papadimo.

## Órbita
A órbita de (434709) 2006 CJ69 tem uma excentricidade de 0,234 e possui um semieixo maior de 42,532 UA. O seu periélio leva o mesmo a uma distância de 32,577 UA em relação ao Sol e seu afélio a 52,488 UA.